# Antífil d'Egipte
Antífil d'Egipte (grec antic: Ἀντίφιλος, llatí: Antiphilus) fou un destacat pintor grec de la segona meitat del segle iv aC, deixeble de Ctesidem, i contemporani i rival d'Apel·les de Colofó. Nascut a Egipte, se'n va anar aviat a la cort de Macedònia, on va pintar retrats de Filip II de Macedònia i d'Alexandre el Gran. Més tard va tornar a Egipte, on fou protegit per Ptolemeu I Soter, al qual va pintar pel cap baix una vegada en una escena durant una cacera.